# Luba Kristol
Luba Kristol (hébreu : לובה דניאלובנה קריסטול ; russe : Любовь Даниэловна Кристол) est une joueuse d'échecs soviétique puis israélienne née le 26 mai 1944 à Leningrad, double championne du monde féminine d'échecs par correspondance et maître international féminin depuis 1989.

## Biographie et carrière
Lioubov « Liouba » Danielovna Kristol a grandi à Leningrad (aujourd'hui Saint-Pétersbourg) et vit en Israël depuis 1976. Kristol est la quadruple championne d'échecs féminine OTB d'Israël.
Elle remporta deux championnats du monde d'échecs par correspondance féminins disputé de 1978 à 1984 et de 1993 à 1998. Elle finit troisième du championnat du monde 1984-1992
Elle remporta deux médailles  à l'Olympiade d'échecs féminine de 1976 de Haïfa où les équipes soviétique et de l'Europe de l'Est étaient absentes :
- médaille d'or par équipe (avec Israël) ;
- médaille de bronze individuelle au deuxième échiquier.

Elle remporta cinq fois le championnat d'Israël féminin (en 1978, 1980, 1982, 1988 et 1990).